# Shropshire
Shropshire (pronunciat /ˈʃrɒpʃər/ o /ˈʃrɒpʃɪər/) és un comtat d'Anglaterra, situat a la regió West Midlands. Té com a nom alternatiu Salop, i sovint es fa servir l'abreviació Shrops. La seva capital és la ciutat de Shrewsbury. Shropshire té frontera amb els comtats d'anglesos de Cheshire, Staffordshire, Worcestershire, Herefordshire, i amb els comtats gal·lesos de Powys i Clwyd.
El 2009 es va crear un nou Consell de Shropshire que substituïa els anteriors cinc districtes que tenia el comtat amb els respectius òrgans de gestió. Telford i Wrekin formen una autoritat unitària que està inclosa dins del comtat per qüestions cerimonials.
En la seva geografia destaca: la Gorja d'Ironbridge, declarada per la UNESCO patrimoni de la humanitat; Shropshire Hills àrea protegida que té la denominació d'especial bellesa natural (AONB); i la reserva de Fenn's, Whixall i Bettisfield Mosses, una torbera d'interès científic situada en el límit amb Gal·les. També en aquest límit hi ha l'històric mur d'Offa. El riu Severn, un dels més llargs del país, forma una vall amb pastures i terres de conreu.

## El nom
La paraula Shropshire procedeix de l'anglès antic Scrobbesbyrigscīr que vol dir «el comtat de Shrewsbury», i el nom de la capital deriva del nom d'un cabdill que es deia Scrope (o Scrobbe).
Antigament el comtat també es deia Salop, molt emprat com a abreviació en els telegrames i el correu; es creu que deriva de la forma anglonormanda Salopesberia. La versió actual, emprada com a abreviació és Shrops i als habitants del comtat se'ls anomena en anglès Salopians. Salop també es fa servir com a forma alternativa del nom de la capital, Shrewsbury, que fa servir el mateix lema en heràldica Floreat Salopia.
Quan l'any 1889 es va establir per primera vegada el consell del comtat, se'l va anomenar Consell del Comtat de Salop. Amb la llei de governs locals del 1972, Salop va esdevenir el nom oficial del comtat, però una campanya liderada pel conseller John Kenyon, va aconseguir que canviar el nom del comtat i de l'organisme que el gestiona pel de Shropshire l'any 1980, acord que va tenir efectes legals des de l'1 d'abril d'aquell any.

## Història

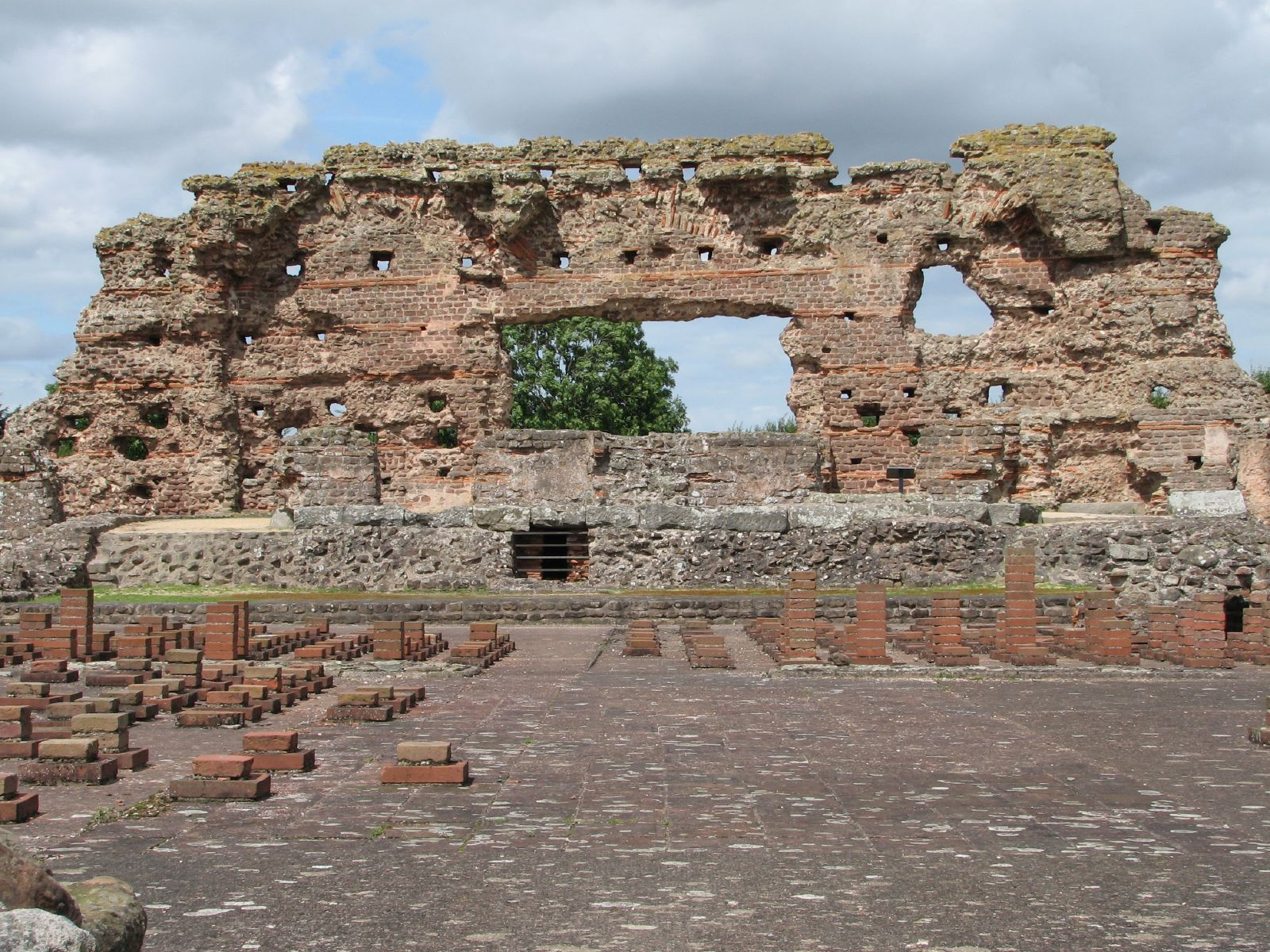
Ruïnes de Viroconium Cornoviorum.

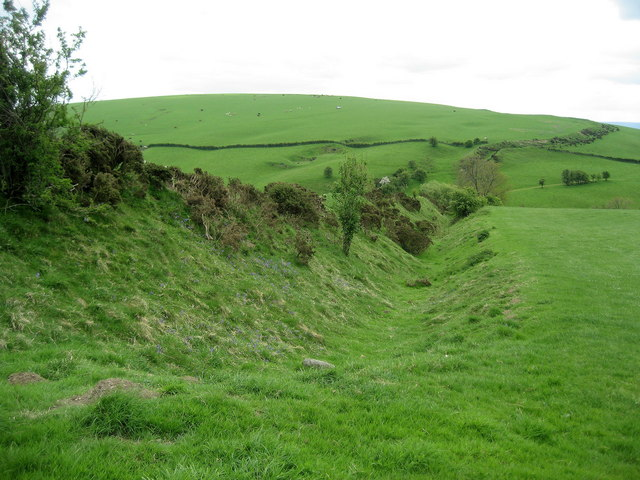
El mur d'Offa.

Aquest va ser un dels territoris ocupats en l'antiguitat pels cornovis, una tribu celta de l'edat del ferro, que probablement tenien com a centre un poblat fortificat construït al cim de Wrekin. Claudi Ptolemeu esmenta en la seva Geografia, una de les seves ciutats, que els romans anomenaven Viroconium Cornoviorum (l'actual Wroxeter), que en aquell temps era la seva capital i una de les ciutats més grans de Britànnia. Quan l'ocupació romana va acabar, al segle v, aquest territori va formar part del regne gal·lès de Powys; conegut pels poetes com el paradís de Powys. Al segle VIII el rei Offa el va annexar al regne de Mèrcia i va fer construir un fossats per obstaculitzar un possible atac dels gal·lesos. Durant els segles següents aquest territori va ser envaït pels vikings i se'n van construir dues fortaleses: a Bridgnorth i a Chirbury.
Després de l'arribada de Guillem el Conqueridor el 1066, les principals finques de Shropshire van ser concedides a cavallers normands, entre els quals estava Roger de Montgomerie, el primer comte. Tot seguit es van construir molts castells per fer un control efectiu del territori: el de Ludlow i el de Shrewsbury van ser els principals. La frontera oest, amb Gal·les no va quedar determinada fins al segle xiv. També en aquesta època es van construir nombrosos monestirs i esglésies, que estaven sota la diòcesi de Hereford o bé en la de Coventry i Lichfield. Algunes parròquies del nord-oest del comtat van estar sota la diòcesi de St. Asaph fins que l'Església de Gal·les va reformar les diòcesis el 1920 i les va cedir a la diòcesi de Lichfield.
En el Domesday Book consta que al comtat de Shropshire hi havia quinze hundreds:
- Alnodestreu
- Baschurch
- Conditre
- Condover
- Culvestan
- Hodnet
- Leintwardine
- Merset
- Overs
- Patton
- Reweset
- Rinlau
- Shrewsbury
- Wittery
- Wrockwardine

Durant el segle xii aquests hundreds es van modificar en aquests altres:
- Bradford [a]
- Brimstree[b]
- Chirbury
- Clun
- Condover
- Ford
- Munslow [c]
- Oswestry
- Overs
- Pimhill
- Purslow
- Shrewsbury[d]
- Stottesdon
- Wenlock [e]

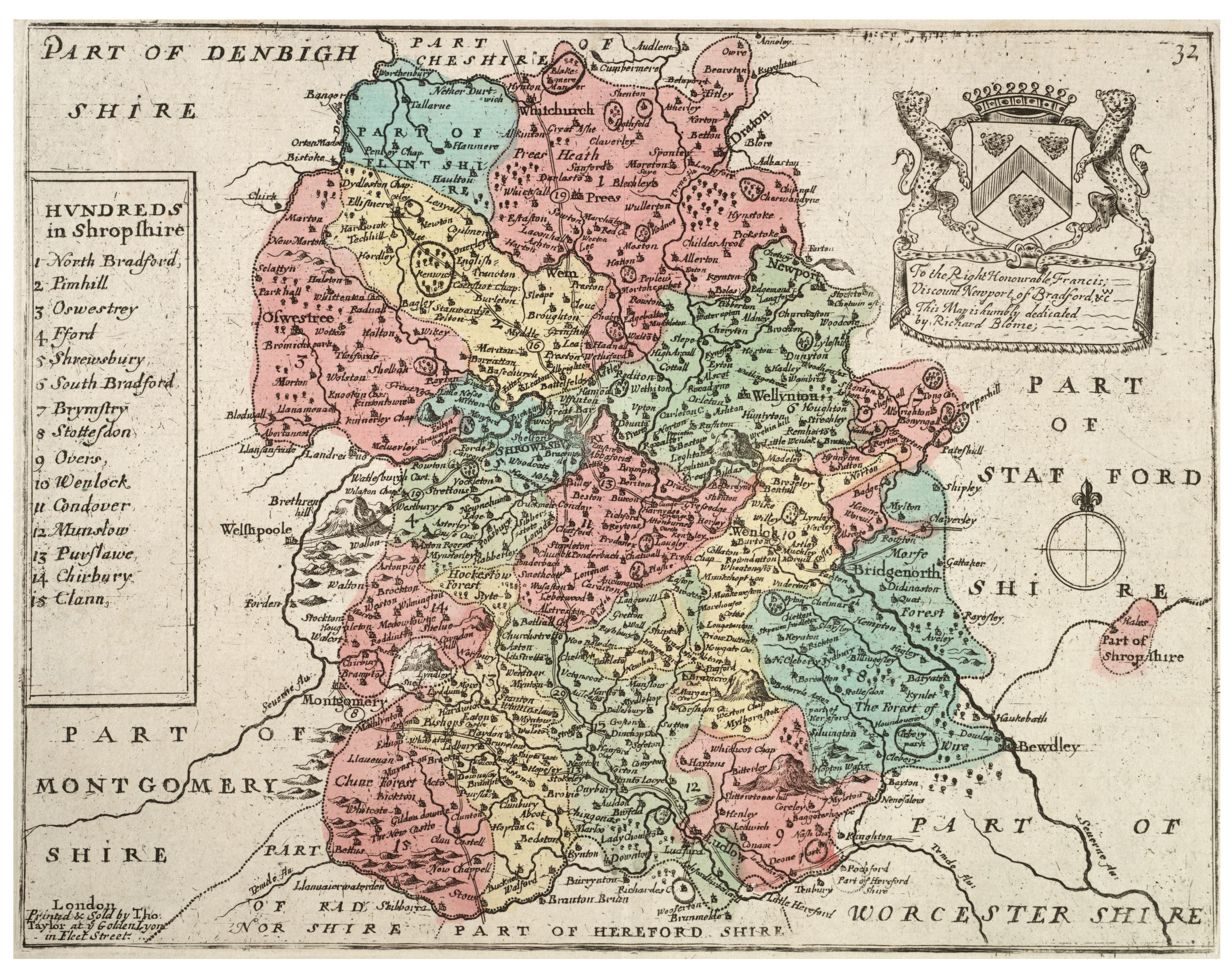
Mapa de Shropshire al.

El comtat va ser una part central de la Marca de Gal·les durant el període medieval i va estar sovint afectada per les lluites de poder que els senyors de la Marca van tenir amb els successius monarques. D'aquesta època se'n conserven unes coves anomenades Caynton Caves.
L'any 1889 es va establir un organisme per administrar Shropshire, el consell del comtat. El següent canvi va ser el 1974 quan el comtat va quedar classificat com a no metropolità i es va subdividir en set districtes: Bridgnorth, North Shropshire, Oswestry, Shrewsbury amb Atcham, South Shropshire i The Wrekin. El 1998 el districte de Wrekin va assolir independència administrativa com a autoritat unitària amb el nom de Telford i Wrekin, però roman dins del comtat per qüestions cerimonials.
El 1974 tres viles: Oswestry, Shrewsbury, Atcham van rebre l'estatus de borough; el mateix estatus va ser concedit al districte de Telford i Wrekin l'any 2002.
Segons les divisions establertes el 2009, Shropshire està configurat per tres àrees i cadascuna té el seu propi comitè: Nord, Central i Sud.

## Geografia
Geogràficament en Shropshire es poden diferenciar dues meitats: la del nord i la del sud. El comtat té una geologia diversa i es poden trobar roques de diferents períodes des del Precambrià fins a l'Holocè; en les zones on hi ha roques del Silurià hi ha també fòssils de coralls i trilobits. El cinturó verd dels Midlands de l'Oest s'estén per l'est de Shropshire, i ocupa una zona al nord del municipi de Highley, des de Bridgnorth fins a l'est de Telford. Hi ha algunes àrees catalogades d'especial bellesa natural.
Shropshire Nord

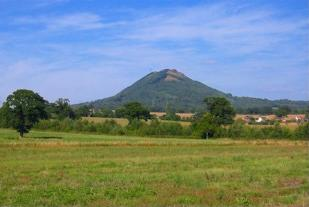
Rhekin, situat a l'est del comtat.

El nord del comtat és una plana fèrtil, que és part de l'extensa Plana de Cheshire. Aquí es concentra la major part de les ciutats grans del comtat i hi ha moltes explotacions agrícoles. El riu Severn passa per la part baixa d'aquesta àrea (venint de Gal·les i en direcció est), per la ciutat de Shrewsbury i baixa per la gorja d'Ironbridge, i després pren direcció sud capa a Bridgnorth. La zona al voltant d'Oswestry té un relleu més abrupte i la zona a l'oest és on hi ha mines de carbó (Wrexham Coalfield) juntament amb dipòsits de coure en la frontera amb Gal·les. hi ha pedreres que aprofiten la pedra i la sorra al centre de Shropshire, sobretot a Haughmond Hill, a prop de Bayston Hill, i en la rodalia de Condover. També van haver mines de plom a Snailbeach i a Stiperstones, però ja estan tancades. Hi ha algunes zones boscoses. Des de Wolverhampton (a l'est del comtat) el paisatge va estar marcat des d'antic per un camí anomenat Watling Street.
Shropshire Sud

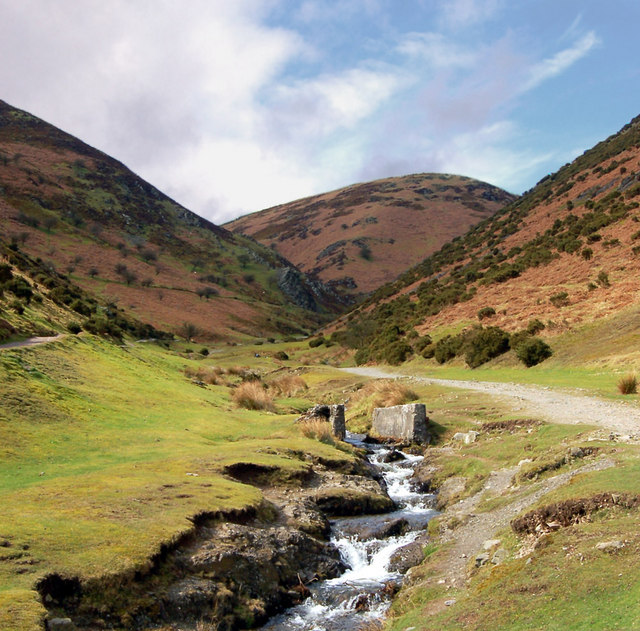
Vall de Carding Mill

El sud és més rural, hi ha menys poblacions i les que hi ha no són grans ciutats. El paisatge és força diferent al del nord: està dominat per fileres de pujols i valls per on passen rius, hi ha boscos de pins i algunes valls petites que en llenguatge col·loquial anomenen batches. Les terres estan més dedicades al pasturatge que a l'agricultura. Els Turons de Shropshire és el nom d'una àrea protegida declarada d'especial bellesa natural (AONB) que està al sud-est i ocupa una àrea de 810 km². A dins d'aquesta àrea estan el Long Mynd, un gran altiplà de 516 m d'alçada, i Stiperstones un escarpat turó de quars de 536 m situat a l'est de Long Mynd. En aquesta zona també va haver pedreres, sobretot al voltant de Clee Hills. La vall d'Onny i Wenlock Edge destaquen per les seves característiques geològiques poc comunes. El riu Corve, afluent del Teme, crea una zona de terres fèrtils anomenada Corve Dale. El Teme travessa tot el sud del comtat fins a unir-se al Severn en Worcestershire. Un dels Clee Hills, el Brown Clee, és el punt més elevat del comtat, a 540 m.
El sud-oest de Shropshire és una part remota i poc coneguda del comtat, lluny de les carreteres principals. El paisatge és molt rural amb parts de bosc i vegetació agrest. Aquí està el bosc de Clun, el mur d'Offa, el riu Clun i el riu Onny.

## Poblacions

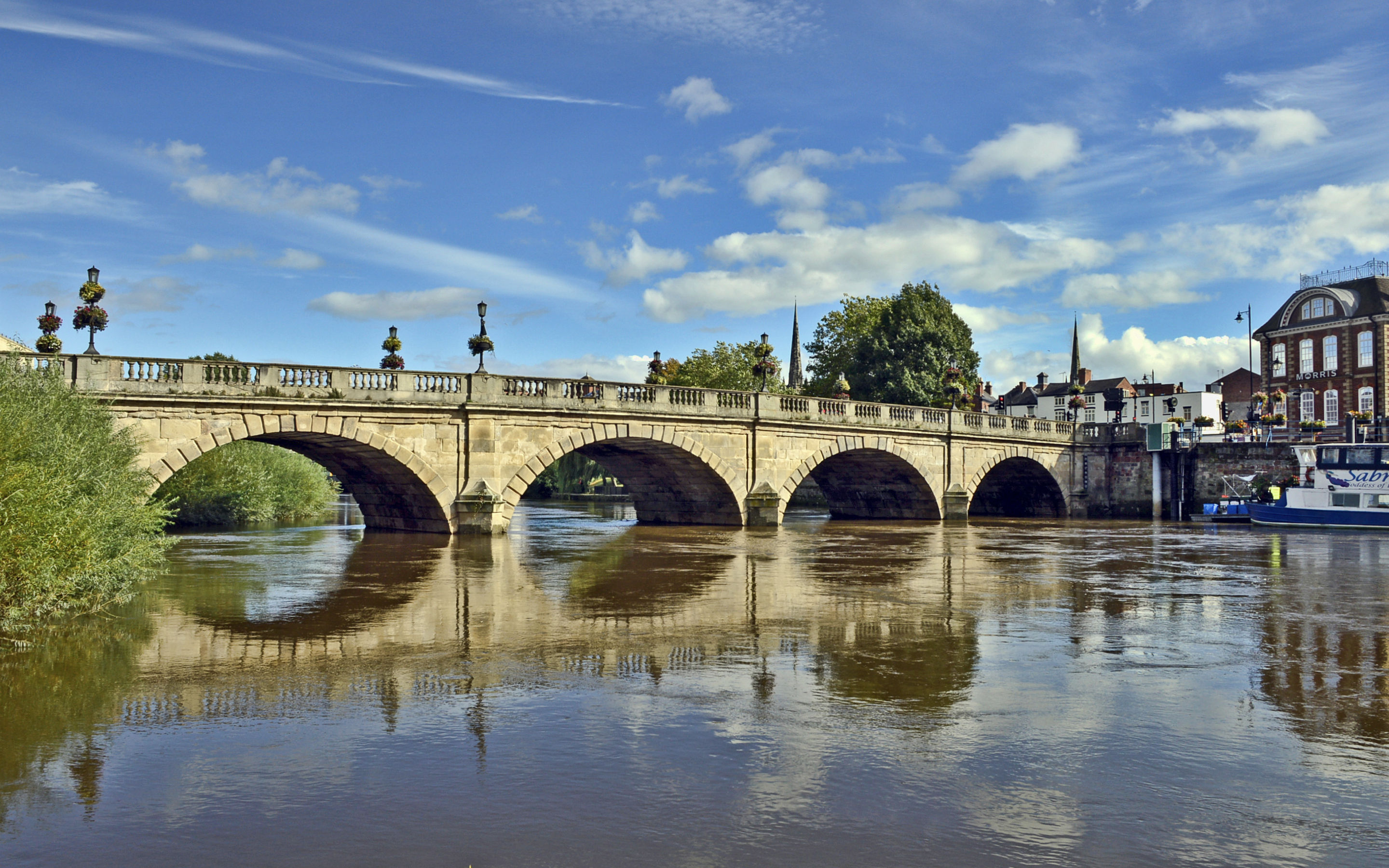
El riu Severn passant per Shrewsbury

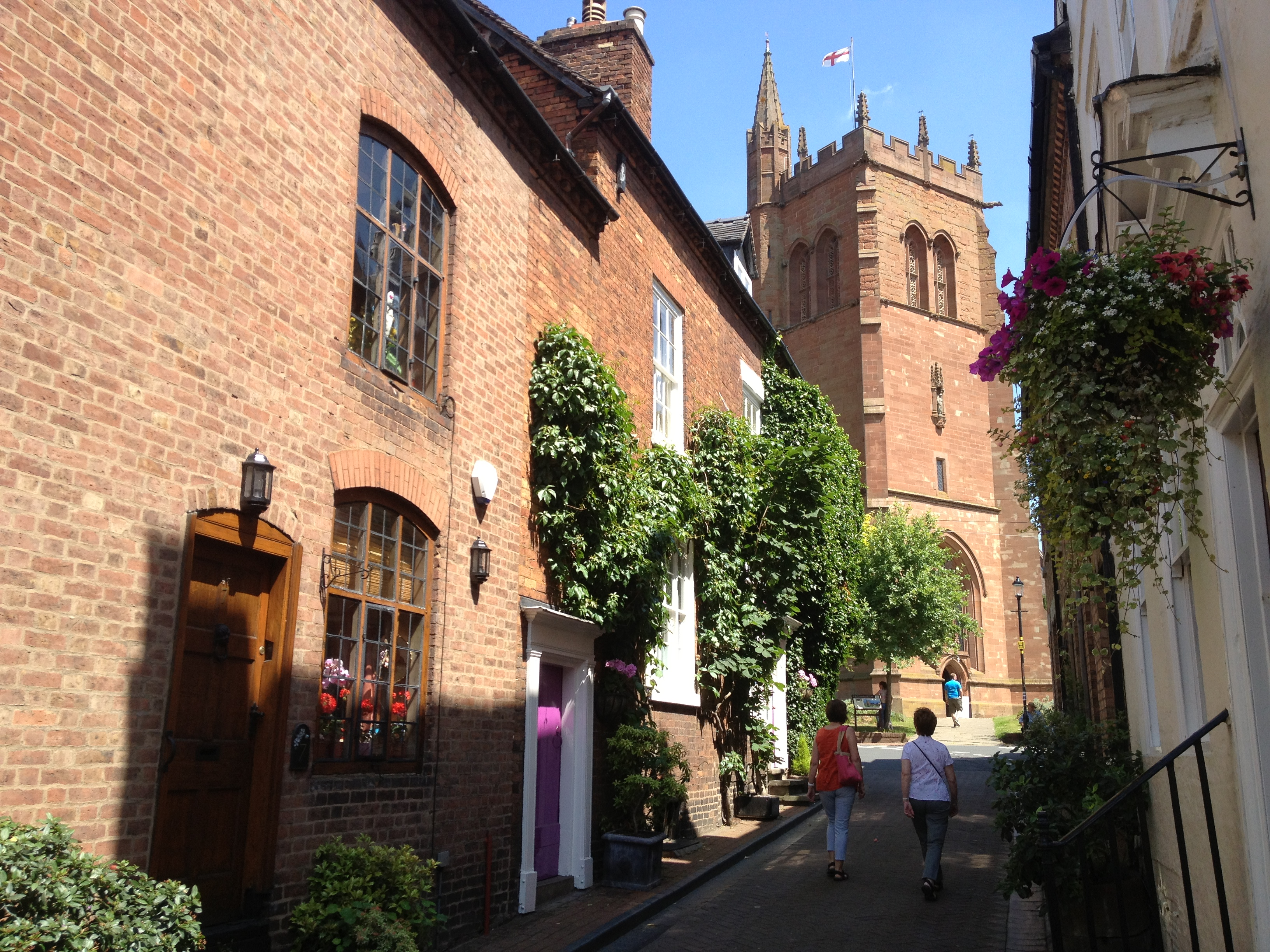
Bridgnorth

Shropshire no té grans ciutats, però sí que té 22 poblacions amb la categoria de town donada per l'administració anglesa sobretot per la seva importància històrica. Entre aquestes cal esmentar: Shrewsbury, Bridgnorth i Ludlow; la primera és la capital mentre que a Ludlow va estar la seu del consell de Gal·les i de la Marca. La zona al voltant de Coalbrookdale és considerada un dels llocs on va néixer la revolució industrial, algunes antigues fàbriques es conserven com a patrimoni històric. La vila d'Edgmond, a prop de Newport, té el rècord de ser el lloc amb la temperatura més baixa enregistrada a Anglaterra i Gal·les. Es dona la curiositat que la localitat de Church Stretton, a causa de la seva situació entre valls, rep el sobrenom de Petita Suïssa.
La següent llista són les poblacions amb major nombre d'habitants segons el cens del 2011:
- Telford (138.241 hab)
- Shrewsbury (71.715 hab)
- Oswestry (15.613 hab)
- Bridgnorth (12.212 hab)
- Newport (10.814 hab)
- Ludlow (10.500 hab)
- Market Drayton (10.407 hab)
- Whitchurch (8.907)
- Shifnal (7.094 hab)
- Bayston Hill (5.079 hab)
- Wem (5.142 hab)
- Broseley (4.912 hab)

## Economia

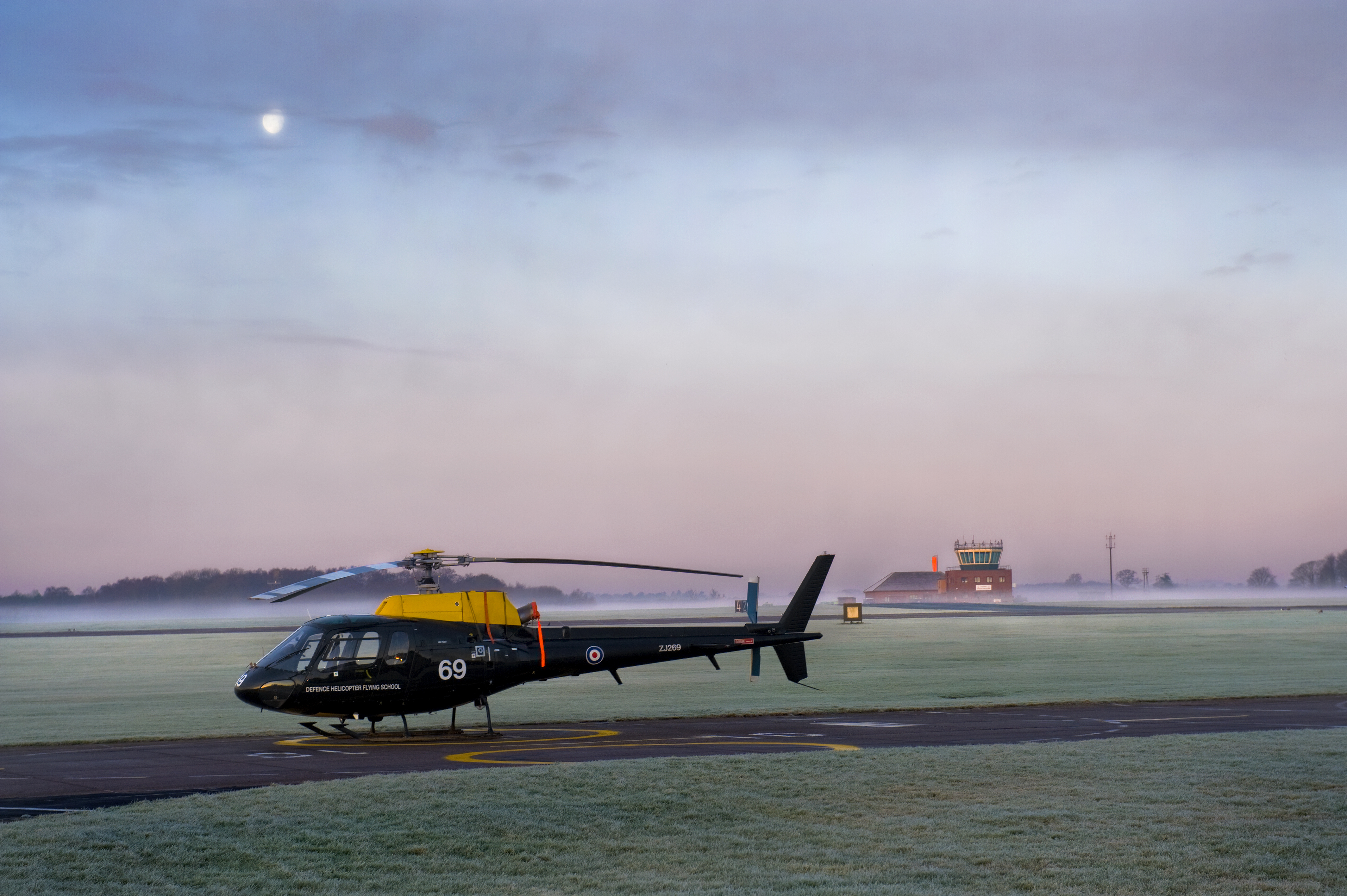
Helicòpter volant sobre l'escola d'aviació de la RAF a Shawbury.

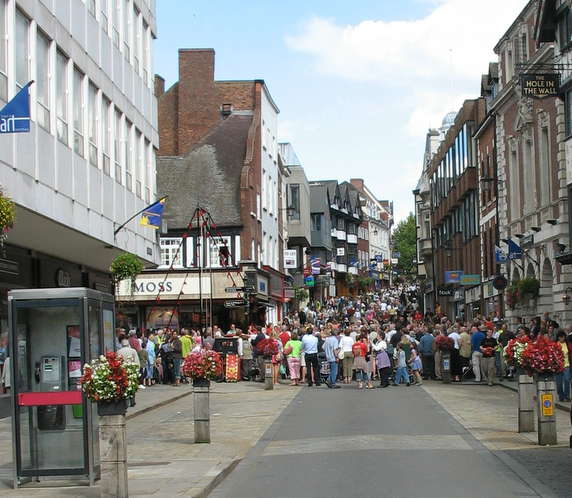
Centre comercial de Shrewsbury.

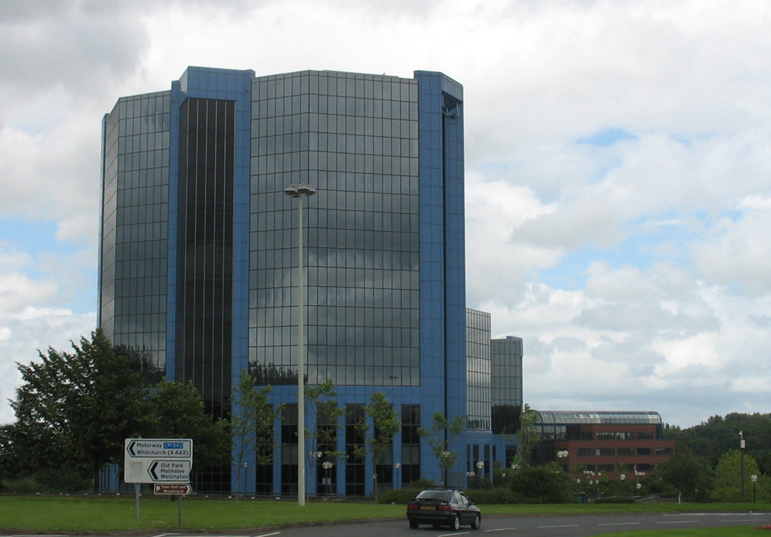
Edifici Telford Plaza, al centre de Telford.

L'economia de Shropshire ha estat tradicionalment dominada per la pagesia. En els darrers anys el sector econòmic que aporta més ingressos i més llocs de treball és el de serveis. Shrewsbury per ser la capital, Ludlow pel seu castell, Much Wenlock per ser el lloc de naixement de WP Brookes un dels fundadors del moviment olímpic, i els espais naturals com la Gorja d'Ironbridge declarada patrimoni de la humanitat, atreuen molts turistes. Per altra banda el restaurat Shropshire Union Canal és una opció que alguns trien per passar les vacances navegant per la xarxa de canals que enllacen aquest comtat amb Staffordshire i Cheshire.
Hi ha petites indústries localitzades a Telford, Oswestry, Whitchurch, Market Drayton i Shrewsbury. A la capital hi ha una gran zona d'emmagatzematge des de la qual se'n distribueixen mercaderies cap altres ciutats de la regió.
A Telford s'ha construït una nova estació de ferrocarril amb l'objectiu d'allargar més endavant la línia fins a Stafford, i s'espera que sigui la terminal dels Midlands de l'Est.
Telford i Shrewsbury són les principals ciutats comercials del comtat, amb estils diferents: a Shrewsbury les botigues estan repartides pels carrers històrics mentre que a Telford hi ha un edifici modern que concentra moltes botigues.
L'empresa més importants del comtat és Müller Dairy, dedicada als productes làctics. L'exèrcit de l'aire, Royal Air Force té dues bases al comtat: una a Cosford i l'altra a Shawbury.
Les següents taules mostren l'evolució del producte interior brut regional, la primera respecte del comtat no metropolità, és a dir excloent l'autoritat unitària de Telford i Wrekin i la segona incloent aquest districte. Els valors estan expressats en milions de lliures esterlines i desglossat per sectors econòmics. la suma dels valors parcials pot no coincidir amb el valor total a causa dels arrodoniments.
Comtat no metropolità de Shropshire
| any  | valor afegit brut regional | sector primari | sector secundari | sector terciari |
| ---- | -------------------------- | -------------- | ---------------- | --------------- |
| 1995 | 2.388                      | 238            | 618              | 1.533           |
| 2000 | 2.977                      | 177            | 739              | 2.061           |
| 2003 | 3.577                      | 197            | 843              | 2.538           |

Comtat cerimonial de Shropshire
| any  | valor afegit brut regional | sector primari | sector secundari | sector terciari |
| ---- | -------------------------- | -------------- | ---------------- | --------------- |
| 1995 | 4.151                      | 266            | 1.483            | 2.403           |
| 2000 | 5.049                      | 197            | 1.512            | 3.340           |
| 2003 | 5.947                      | 218            | 1.693            | 4.038           |